# قوس كاراكالا (تبسة)
قوس النصر كاراكالا أحد المعالم الأثرية شيدها الرومان في مدينة تيفست، تبسة.

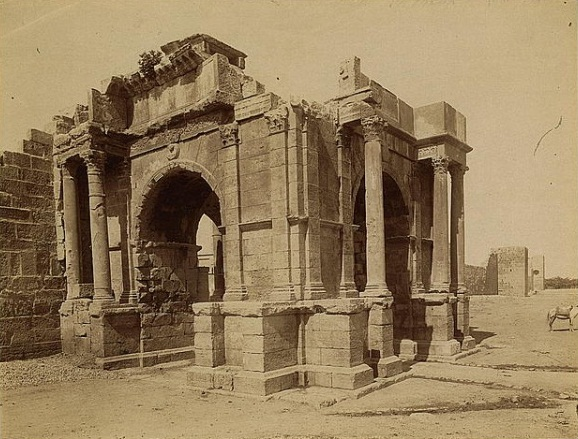
قوس النصر (كاراكالا)

## نبذة
تأسس هذا المعلم سنة 212/211 بعد الميلاد في حقبة الإزدهار الروماني. يضم هذا المعلم أربعة جهات كل جهة مهداة إلى أحد أفراد العائلة الحاكمة عائلة (سبتيم سيفار). أقيم قوس «كاراكالا» على شكل مربع ويرفع فوقة قبة. أجريت عليه أكثر من عملية ترميم خلال الحقبة الاستعمارية، ما زال إلى اليوم يحافظ على طابعه المعماري رغم زوال ثلاثة أعمدة بسبب الحروب القديمة.[بحاجة لمصدر]